# Bartolomeo da Bologna
Bartolomeo da Bologna (fl. 1405 – 1427) foi um compositor  renascentista italiano.